# Jewa Michailowna Feigelson
Jewa Michailowna Feigelson (russisch Ева Михайловна Фейгельсон; * 7. Septemberjul. / 20. September 1915greg. in Witebsk; † 17. Januar 2010) war eine sowjetische bzw. russische Physikerin.

## Leben
Feigelson studierte an der Universität Moskau (MGU) mit Abschluss 1939.
Anschließend arbeitete Feigelson zunächst als Rechnerin und dann als wissenschaftliche Mitarbeiterin im 1937 gegründeten und von Otto Schmidt geleiteten Moskauer Institut für Theoretische Geophysik der Akademie der Wissenschaften der UdSSR (AN-SSSR, seit 1991 Russische Akademie der Wissenschaften (RAN)). Sie fertigte dort als erste Aspirantin des Mathematikers Jewgraf Kusnezow ihre Dissertation für die Promotion zur Kandidatin der physikalisch-mathematischen Wissenschaften an.
Das Institut für Theoretische Geophysik wurde 1946 mit dem Institut für Seismologie der AN-SSSR zum Institut für Geophysik vereinigt, das 1955 in die Institute für Angewandte Geophysik, Physik der Erde und Physik der Atmosphäre aufgeteilt wurde. Feigelson wurde 1956 Senior-Mitarbeiterin und dann führende Mitarbeiterin des Instituts für Physik der Atmosphäre. Ihr Forschungsschwerpunkt war die Ausbreitung des Lichts in der Erdatmosphäre unter Berücksichtigung der Bewölkung, der verschiedenen Gase und der Aerosole. Sie erstellte eine Gleichung für die Lichtübertragung in der Atmosphäre. 1962 verteidigte sie erfolgreich ihre Doktor-Dissertation über die Strahlungsprozesse in Wolkenschichten für die Promotion zur Doktorin der physikalisch-mathematischen Wissenschaften. Darauf wurde sie zur Professorin ernannt.